# Francesc Antoni de la Dueña y Cisneros
Francesc Antoni de la Dueña y Cisneros complet de naixement: Francisco de la Dueña Nova y Cisneros Molina y Peñarrubia (Villanueva de la Fuente, Ciudad Real, 17 de novembre de 1753 - Madrid, 8 de novembre de 1821) fou un religiós castellà. Pertanyia a una familia d'hidalgos rurals. Fou bisbe d'Urgell (i per tant Copríncep d'Andorra) del 29 d'octubre de 1797 al 23 de setembre de 1816. El 24 de febrer de 1810 fou elegit diputat a les Corts de Cadis, i fou president de les Corts Espanyoles de l'1 al 30 d'abril de 1814. El 1816 deixà la Seu d'Urgell i fou nomenat bisbe de Sogorb, càrrec que va ocupar fins a la seva mort. El 1817 també fou nomenat canonge doctoral de la Catedral de Salamanca. Va donar suport a la Constitució espanyola de 1812 i la política liberal de supressió de convents.